# 광진교
광진교(廣津橋)는 서울특별시 광진구 광장동과 강동구 천호동을 잇는 총연장 1,056m의 한강 다리이다. 한강에서 세 번째, 도로 교량 중에서는 두 번째로 1936년에 건설
되었으나 노후화 및 교통량의 증가로 1994년에 철거되고 현재 2003년 4차로로 새로놓인 다리가 들어서 있다. 2009년 7월에 걷고 싶은 다리 조성공사를 하여 4차로 중 2차로가 보행로와 자전거 전용도로로 새로이 조성되고 다리 중간부분에 하부 전망대를 설치하여 한강 교량 유일의 걷는 다리와 복합 문화예술 공간으로 만들어졌다. 이 다리는 구천면로의 종점이다.

## 유래
광진교가 위치하고 있는 광나루는 예부터 충주를 거쳐 동래로 또는 원주를 거쳐 동해안으로 빠지는 요충지로 유명한 나루터였다. 1920년대에는 화물차나 버스를 발동기선에 실어 도강할 수 있었으나 홍수로 인해 교통이 두절되면 그 불편함을 헤아릴 수 없었다. 1930년을 전후에서 교통량이 격증하여 하루에 도강하는 자동차, 우차, 손수레 등이 수백대에 달하게 되어 도로교통의 원활한 수송을 위해 1936년 교량을 건설하게 되었다. 조선시대에는 양주목에 속하였다가 1895년(고종32) 개편되어 한성부 양주군 고양면 광진리가 되었으며 1914년 고양군 독도면 광장리가 되었다. 1949년 경기도 고양군 독도면에 해당되던 광나루 일대가 서울특별시 성동구로 되었다가 1995년 광진구에 편입되었다.

## 역사

### 1937년광진교(구)

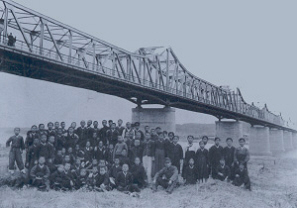
1937년 광진교

광진교는 광진구 광장동에서 강동구 천호동을 연결하는 다리로써 1934년 8월 14일 착공하여 1936년 9월 30일에 한강에서 2번째로 건설된 도로교였으며, 일명 광장교라고도 한다.일제강점기에 건설된 광진교는 길이가 1,037.6m, 너비 9.4m의 2차선으로 철근 콘크리트 게르버T형교 (28지간 608.1m)와 강트러스 단순교 (7지간 439.5m)로 건설되었다.
- 폭 9.45m (2차선)
- 연장 1,037.6m
- 공사기간 : 1934년 8월 14일 ~ 1936년 9월 30일
- 상부구조
  - 철근 콘크리트 게르버 T형교
  - 강 트러스 단순교: 429.5m

이후 한국전쟁이 발발하자, 1950년 6월 28일 북한군 남하를 막기 위해 트러스 구간이 폭파되었다. 1953년 미군에 의해 복구되었으나 트러스 부분을 모두 없애고, 트러스가 있던 부분에는 교각을 더 설치하여 다리 전체가 라멘 게르버교로 바뀌게 되었다.

### 2005년광진교(신)

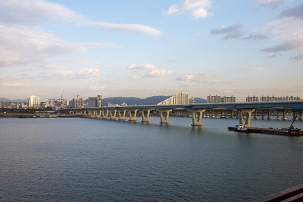
2005년 광진교

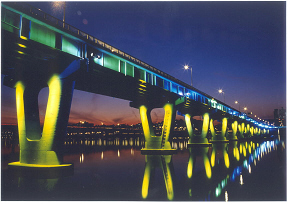
야간조명

1980년대 들어 광진교는 안전문제가 계속 거론되었고, 1984년 장마철에는 다리 일부가 침하되는 사고까지 겪었다. 이에 1989년 서울특별시에서는 교량 하부는 보강하고 상부는 건설 당시의 트러스 구조로 복원하기로 계획을 잡았다. 1994년 구 광진교는 교각만 남기고 철거되었으나 인근 주민들이 4차로로 다리를 확장해달라고 요구해옴에 따라 새로운 다리 건설로 방향이 바뀌게 되었다.
그 후 서울시 동부지역의 남북을 연결하는 기존 다리를 확장하고 천호대교의 교통량 분산처리와 암사, 명일동 지역 교통류를 우회처리하기 위해 1997년 3월 18일 광진교 확장공사가 착공되어 2003년 11월 4일 광진교 본선교량 및 남단도로가 임시 개통되었고 2005년 6월 30일 자전거 램프 및 접속도로가 완공되어 광진교가 준공되었다.
2009년 2월 한강교량 조명 개선사업의 일환으로 광진교 주요시설에 경관조명을 갖추게 되었다.

### 2009년걷고싶은다리[10]조성

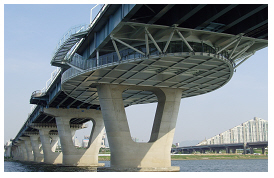
2009년 광진교

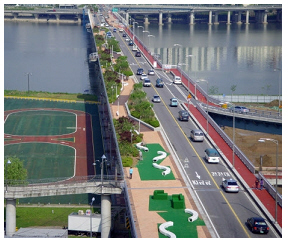
녹지전경

광진교는 2009년에 4차로 중 2차로를 축소하고 기존 3m이었던 보행로 폭을 10m로 확대하였으며 폭2.5m의 자전거 전용도로가 신설되었다. 또한 교량위에 1,921m2에 달하는 녹지조경이 조성되었고 하부에는 전망대가 설치되어 한강과 아차산 등 광진교 주변의 자연 경관을 조망할 수 있다.
광진교 하부전망대는 546m2 규모로 조성되었으며 전망대 바닥은 삼중강화유리로 설치되어 주간에는 발아래로 무리지어 다니는 고기떼와 한강을 내려다 볼 수 있고 야간에는 경관조명으로 UFO가 한강위에 떠 있는 듯한 형상을 이룬다.
하부전망대는 드라마 '아이리스'의 주요장면으로 등장하기도 하였다.

## 현 교량의 제원

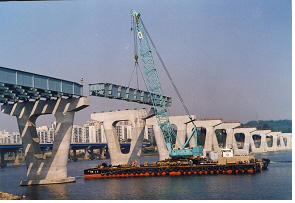
강교설치전경

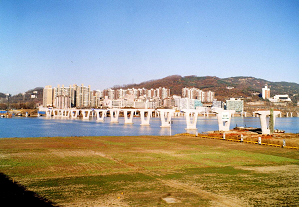
교각설치전경

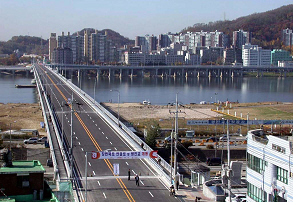
교량구간개통전경

| 구조형식    | 상부구조              | 주경간형식: Steel Box Girder, Steel Plate Girder |
| 구조형식    | 상부구조              | 부경간형식(램프): 강합성형교 라멘교              |
| 구조형식    | 상부구조              | 받침종류: 포트받침                               |
| 구조형식    | 상부구조              | 신축이음종류: Finger Type                        |
| 구조형식    | 상부구조              | 하부 통과높이: 5.2m                              |
| 구조형식    | 하부구조              | 교각: 라멘형식, π형식                            |
| 구조형식    | 하부구조              | 교대: 역T형                                      |
| 공법        | 설계                  | 콘크리트 구조물: 강도 설계법                     |
| 공법        | 설계                  | ST Box, ST Plate Girder: 허용응력 설계법         |
| 공법        | 설계하중              | DB24                                             |
| 공법        | 제한통행하중          | 40ton                                            |
| 공법        | 내진설계              | 적용                                             |
| 공법        | 높이                  | 최대 수심구간 21m                                |
| 크기        |                       |                                                  |
| 길이        | 1,056 m               |                                                  |
| 경간수      | 24                    |                                                  |
| 최대 경간장 | 66 m                  |                                                  |
| 폭          | 본선 20m, 램프 7.5m   |                                                  |
| 차로수      | 2차선(상행 1, 하행 1) |                                                  |

#### 보행로
폭이 3m~10m로 녹지대는 물론 보행로 중간에 음수대 및 전망대가 설치되어 있다.

#### 자전거 전용도로
폭 2.5m, 연장 1,056m의 자전거 전용도로와 한강공원으로 진출입 가능한 자전거램프가 설치되어 있다.

#### 녹지대
녹지대 1,920m2를 서양 측백나무 등을 식재하여 녹음이 우거진 산책로가 조성되었다.

## 경위
- 1936년 9월 : 한강에 두 번째로 건설
- 1950년 6월 : 6.25 전쟁 동란중 7경간 파손 (트러스교)
- 1953년 : 미8군 응급복구 (게르버교)
- 1984년 9월 : 대홍수로 11번 교각 침하 통행금지
- 1985년 2월 : 토목학회 안전진단 상,하부 전면 개수 결론
- 1986년 7월 : 한강상교량 안전관리 설계용역
- 1988년 12월 : 하부공사 보강 (교각 및 기초 36기)
- 1989년 11월 : 상부전면 개수공사 설계 (1934년 건설당시 모습 복원)
- 1995년 10월 : 교량 및 접속도로 기본설계
- 1996년 10월 : 광진교 확장공사 실시설계 용역
- 1997년 3월 : 확장공사 착공
- 2003년 10월 : 남단도로 시공완료
- 2003년 11월 : 남단도로 및 본선교량 임시개통
- 2004년 8월 : 남단 자전거도로(램프) 개통
- 2005년 6월 : 북단교차로 개선공사 완료 및 확장공사 준공
- 2006년 9월 : 한강르네상스 프로젝트21 실행계획
- 2006년 12월 : 광진교 걷고싶은 다리조성 실시설계
- 2007년 11월 : 공사착공
- 2009년 7월 : 광진교 걷고싶은 다리조성공사 완료

## 관리기관
- 구조 및 상부 설치시설 : 서울특별시 도시기반시설본부 교량안전부
- 전기시설 : 서울특별시 도시기반시설본부 시설안전부
- 하부전망대 : 서울특별시 한강사업본부 운영부

## 관련 사건
- 광진교 버스 추락 사고 (1973년 8월 18일)

## 관련사진

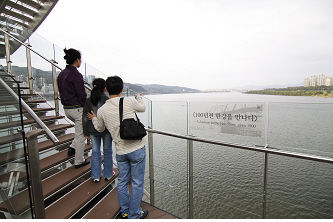
하부전망대 조망
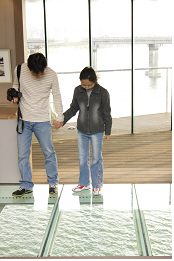
하부전망대 바닥
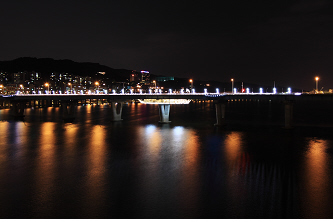
하부전망대 야경

## 같이 보기
- 서울
- 한강
- 다리